# Dikke Deur
Dikke Deur is een van de hoofdpersonages uit de Nederlandse televisieserie Pipo de Clown, die liep van 1958 tot 1980.

## Achtergrond
Dikke Deur is een circusdirecteur, zijn naam is een verbastering van "directeur". Omdat Dikke Deur al zijn geld aan taartjes spendeerde en zijn personeel niet uitbetaalde, heeft Pipo het circus van Dikke Deur verlaten en is voor zichzelf begonnen. Dikke Deur accepteert dat niet en probeert Pipo sindsdien dwars te zitten.
Dikke Deur werd oorspronkelijk gespeeld door Willy Ruys. In de film uit 2003 werd hij gespeeld door Hero Muller. Vanaf 2017 zou Simon Zwiers de rol op zich nemen in een nieuwe televisieserie en theatershows rondom de clown en zijn gevolg. Het personage was aangepast naar de tijd en zou een stuk jonger zijn dan in de originele versie.

## Bekende uitspraken
- "Pipo, koeien!"
- "Oh, wat heb ik weer een pech..."
- ”Taartjes!”